# Phibro
Phibro — компания США, сырьевой трейдер. Основные направления торговли: сырая нефть, нефтепродукты, природный газ, черные и цветные металлы, а также ценные бумаги, связанные с указанными видами сырья. Штаб-квартира находится в Стэмфорде, штат Коннектикут.

## История
Была основана в 1901 году братьями Филлип и носила соответствующее название — Philipp Brothers . Впоследствии вошла в состав корпорации Engelhard Minerals & Chemicals Corporation  как Philipp Brothers Division. В 1981 году компания вновь выделилась в виде Phibro Corporation, и в том же году приобрела инвестиционный банк
Саломон Бразерс, изменив при этом название на  Phibro-Salomon Inc.  В 1996 году была переименована в Phibro.  В январе 2016 года, была приобретена компанией Energy Arbitrage Partners за неназванную сумму.

## Любопытные факты
- В компании начинал свой трудовой путь скандально-известный трейдер Марк Рич[5].